# Manfred Preußger

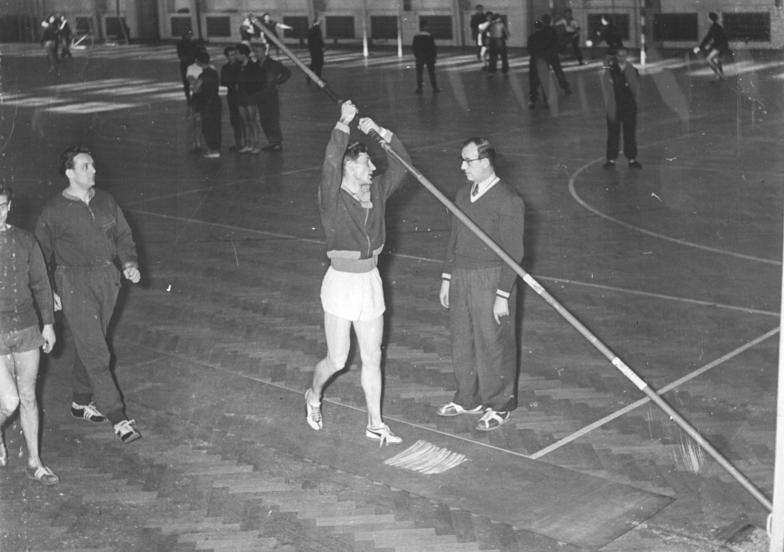
Manfred Preußger beim Training

Manfred Preußger (* 10. Juli 1932 in Schönlinde, Tschechoslowakei) ist ein deutscher Leichtathlet, der für die DDR startend in den 1950er und 1960er Jahren ein erfolgreicher Stabhochspringer war. 
Sein größter Erfolg ist die Silbermedaille bei den Europameisterschaften 1958 (4,50 m). In einem insgesamt acht Stunden langen Wettkampf unterlag er Eeles Landström (Finnland), der ebenfalls 4,50 m hoch sprang. Manfred Preußger kam nach dem Zweiten Weltkrieg nach Kamenz (Sachsen). Auf der Arbeiter-und-Bauern-Fakultät (ABF) erwarb er die Hochschulreife und begann 1952 mit dem Sportstudium an der DDR-Sporthochschule DHfK in Leipzig. Nachdem er zuvor autodidaktisch Stabhochsprung betrieben hatte, begann er dort mit dem Leistungstraining bei Trainer Fritz Koch.
1955 gelang ihm sein erster DDR-Rekord (4,25 m), 1957 wurde er mit 4,40 m Zweiter der Weltstudentenspiele (später Universiade). Bei dreimaliger Teilnahme an Olympischen Spielen wurde er 1956 Achter (4,25 m), 1960 schied er in der Qualifikation aus, 1964 wurde er Vierter (5,00 m). Bei den Europameisterschaften 1962 belegte er Platz acht (4,50 m), nachdem er sich 1961 vom Metallstab auf den Glasfiberstab umgestellt hatte. Achtmal wurde er DDR-Meister: 1955, 1956, 1957, 1958, 1960, 1962, 1963, 1964.
Manfred Preußger war mehrere Jahre Kapitän der Leichtathletik-Nationalmannschaft der DDR und von 1961 bis 1966 Mitglied des Präsidiums des DDR-Sportbundes DTSB. 1965 trat er vom aktiven Sport zurück, ab 1967 war er Lehrer am Institut für Ausländerstudium der DHfK. Manfred Preußger gehörte dem SC DHfK an und trainierte bei Fritz Koch und Gerhard Jeitner. In seiner Wettkampfzeit war er 1,79 m groß und 73 kg schwer. Er lebt in Gerichshain, Kreis Machern.

## Rekorde
(mit * gekennzeichnete DDR-Rekorde waren zugleich die deutsche Bestleistung)
- 4,25 m, DDR-Rekord*, 22. Mai 1955, Stuttgart
- 4,30 m, DDR-Rekord*, 19. Juni 1955, Warschau (Polen)
- 4,35 m, DDR-Rekord*, 3. Juni 1956, Hamm
- 4,45 m, DDR-Rekord*, 11. August 1956, Lappeenranta (Finnland)
- 4,52 m, Europarekord, 19. Mai 1957, Potsdam
- 4,55 m, DDR-Rekord*, 8. Juni 1958, Leipzig
- 4,56 m, DDR-Rekord*, 26. Juli 1958, Leipzig
- 4,60 m, DDR-Rekord*, 3. Juli 1960, Moskau (UdSSR)
- 4,65 m, Europarekord, 10. August 1960, Magdeburg
- 4,67 m, Europarekord, 23. Juni 1961, Berlin
- 4,70 m, Europarekord, 4. Oktober 1961, Magdeburg
- 4,72 m, DDR-Rekord*, 30. Juni 1962, Potsdam
- 4,81 m, DDR-Rekord*, 22. August 1962, Jena
- 4,85 m, DDR-Rekord, 1. September 1963, Jena
- 4,90 m, DDR-Rekord, 9. Mai 1964, Leipzig
- 4,95 m, DDR-Rekord*, 18. Juni 1964, Sofia (Bulgarien)
- 5,02 m, Europarekord, 21. Juni 1964, Leipzig
- 5,15 m, Europarekord, 27. August 1964, Leipzig